# Casa Leuzinger
Casa Leuzinger foi um estabelecimento comercial sediado na cidade do Rio de Janeiro.

## História
Logo após chegar ao Brasil, o suíço Georg Leuzinger adquiriu uma pequena papelaria que em 1840 rebatizou como Casa Leuzinger, transformando em uma oficina de gravura, tipografia e litografia.
Em 1860 a Casa Leuzinger já era referência em impressão e artes gráficas de seu tempo e neste mesmo ano o estabelecimento ganha um ateliê fotográfico e assim, destaca-se como centro de divulgação em gravura e fotografia transformando-se numa das maiores empresas de impressão e artes gráficas do século XIX.
Além de produzir as próprias imagens (que para a época eram consideradas obras de arte), comercializava imagens de fotógrafos europeus.